# Janówek (Zakręt)
Janówek – zniesiona część wsi Zakręt w Polsce położona w województwie mazowieckim, w powiecie otwockim, w gminie Wiązowna.
Nazwa z nadanym identyfikatorem SIMC występuje w zestawieniach archiwalnych TERYT z 1999 roku.
Nazwa przestała obowiązywać z 2009 rokiem, miejscowość wcielono do wsi Zakręt.

## Historia
Janówek powstał w XVI wieku. 18 lutego 1831 roku doszło tam do potyczki między dywizją gen. Franciszka Żymirskiego a wojskiem carskim gen. Grigorija Rosena. W połowie XIX wieku we wsi znajdowała się wytwórnia kafli, której właściciele posiadali klasycystyczny dwór, obecnie położony przy ulicy Szkolnej 13. Po 1945 roku w dworze mieściła się szkoła podstawowa, następnie kościół pw. św. Pawła Apostoła.
Po 2008 roku, budynek został przebudowany przy zachowaniu ściany frontowej dworu. Obecnie mieści się w nim Gminne Przedszkole w Zakręcie.